# Gangolf Hübinger
 (mai 2023).
La mise en forme du texte ne suit pas les recommandations de Wikipédia : il faut le « wikifier ».
Les points d'amélioration suivants sont les cas les plus fréquents. Le détail des points à revoir est peut-être précisé sur la page de discussion.
- Les titres sont pré-formatés par le logiciel. Ils ne sont ni en capitales, ni en gras.
- Le texte ne doit pas être écrit en capitales (les noms de famille non plus), ni en gras, ni en italique, ni en « petit »…
- Le gras n'est utilisé que pour surligner le titre de l'article dans l'introduction, une seule fois.
- L'italique est rarement utilisé : mots en langue étrangère, titres d'œuvres, noms de bateaux, etc.
- Les citations ne sont pas en italique mais en corps de texte normal. Elles sont entourées par des guillemets français : « et ».
- Les listes à puces sont à éviter, des paragraphes rédigés étant largement préférés. Les tableaux sont à réserver à la présentation de données structurées (résultats, etc.).
- Les appels de note de bas de page (petits chiffres en exposant, introduits par l'outil «  Source ») sont à placer entre la fin de phrase et le point final[comme ça].
- Les liens internes (vers d'autres articles de Wikipédia) sont à choisir avec parcimonie. Créez des liens vers des articles approfondissant le sujet. Les termes génériques sans rapport avec le sujet sont à éviter, ainsi que les répétitions de liens vers un même terme.
- Les liens externes sont à placer uniquement dans une section « Liens externes », à la fin de l'article. Ces liens sont à choisir avec parcimonie suivant les règles définies. Si un lien sert de source à l'article, son insertion dans le texte est à faire par les notes de bas de page.
- La présentation des références doit suivre les conventions bibliographiques. Il est recommandé d'utiliser les modèles {{Ouvrage}}, {{Chapitre}}, {{Article}}, {{Lien web}} et/ou {{Bibliographie}}. Le mode d'édition visuel peut mettre en forme automatiquement les références.
- Insérer une infobox (cadre d'informations à droite) n'est pas obligatoire pour parachever la mise en page.

Pour une aide détaillée, merci de consulter Aide:Wikification.
Si vous pensez que ces points ont été résolus, vous pouvez retirer ce bandeau et améliorer la mise en forme d'un autre article.
Gangolf Hübinger (né le 22 août 1950 à Düsseldorf) est un historien allemand.

## Biographie
De 1971 à 1976, Gangolf Hübinger étudie l'histoire, l'allemand et la philosophie aux universités de Düsseldorf et de Bochum. Après le premier examen d'État, il devient assistant de recherche au Séminaire d'histoire de l'Université de Düsseldorf en 1977 et obtient son doctorat en 1982 sous la direction de Wolfgang J. Mommsen avec une thèse sur l'historien, publiciste et homme politique de la révolution de 1848 Georg Gottfried Gervinus. De 1982 à 1984, il travaille comme éditeur de l'édition complète de Max Weber à l'Académie bavaroise des sciences de Munich. En 1984, il devient assistant de recherche au Département de science politique de l'Université de Fribourg-en-Brisgau. En 1992, il s'y habilite au Séminaire historique avec une étude sur les relations entre le libéralisme religieux et politique dans l'Empire allemand. Après deux ans comme chargé de cours à l'université, il est nommé en 1994 professeur d'histoire culturelle comparée des temps modernes à l'Université européenne Viadrina de Francfort-sur-l'Oder. Il passe l'année académique 2006/07 en tant que boursier au Collège Max-Weber (de) à Erfurt. De 2007 jusqu'à sa dissolution en 2020 après l'achèvement de l'édition complète de Max Weber, il est membre de la Commission d'histoire sociale et économique de l'Académie bavaroise des sciences de Munich. En 2010/11, il est membre du Collège historique (de) de Munich. Depuis sa retraite en mars 2016, il est Viadrina Senior Fellow au Centre B/Orders in Motion de l'Université européenne de Francfort-sur-l'Oder.
Les recherches de Hübinger portent sur les XIXe et XXe siècles. Ses livres et essais couvrent les domaines suivants : cultures religieuses et mouvements politiques ; histoire intellectuelle, intellectuelle et éditoriale; cultures et sciences du savoir ; histoire de l'historiographie; Max Weber et Ernst Troeltsch - leur position dans la "modernité classique" et leur importance pour les études culturelles aujourd'hui. Hübinger est co-éditeur de l'édition complète de Max Weber (MWG) et de l'édition complète d'Ernst Troeltsch (Troeltsch-KGA); jusqu'en 2022, il est co-rédacteur en chef de la revue Internationales Archiv für Sozialgeschichte der deutschen Literatur (de) (IASL) et de la série Studien und Texte zur Sozialgeschichte der Literatur (STSL).

## Travaux
Travaux autonomes
- Georg Gottfried Gervinus. Historisches Urteil und Politische Kritik (= Schriftenreihe der Historischen Kommission bei der Bayerischen Akademie der Wissenschaften. Band 23). Vandenhoeck & Ruprecht, Göttingen 1984,  (ISBN 3-525-35920-9) (Dissertation, Universität Düsseldorf, 1982).
- Kulturprotestantismus und Politik. Zum Verhältnis von Liberalismus und Protestantismus im wilhelminischen Deutschland. Mohr Siebeck, Tübingen 1994,  (ISBN 3-16-146139-8) (überarbeitete Habilitationsschrift, Universität Freiburg, 1991).
- Theodor Mommsen und das Kaiserreich (= Friedrichsruher Beiträge. Band 22). Otto-von-Bismarck-Stiftung, Friedrichsruh 2003  (ISBN 3-933418-21-6).
- Gelehrte, Politik und Öffentlichkeit. Eine Intellektuellengeschichte. Vandenhoeck & Ruprecht, Göttingen 2006,  (ISBN 3-525-36738-4).
- Über die Aufgaben des Historikers (= Pamphletliteratur. Band 3). Vergangenheitsverlag, Berlin 2012,  (ISBN 978-3-86408-063-0).
- Engagierte Beobachter der Moderne. Von Max Weber bis Ralf Dahrendorf. Wallstein, Göttingen 2016,  (ISBN 978-3-8353-1797-0).
- Europäische Ordnungsvorstellungen nach 1918. Theoretische Aspekte und exemplarische Fälle. Working Paper Series B/ORDERS IN MOTION Nr. 2, Frankfurt (Oder): Viadrina, doi:10.11584/B-ORDERS.2.
- Max Weber. Stationen und Impulse einer intellektuellen Biographie, Tübingen: Mohr Siebeck 2019,  (ISBN 978-3-16-155724-8).

Éditions et ouvrages collectifs édités
- mit Wolfgang J. Mommsen (Hrsg.): Max Weber: Zur Politik im Weltkrieg. Schriften und Reden 1914–1918. (= Max-Weber-Gesamtausgabe. Band I/15). Mohr Siebeck, Tübingen 1984,  (ISBN 3-16-845036-7).
- mit Rüdiger vom Bruch und Friedrich Wilhelm Graf (Hrsg.): Kultur und Kulturwissenschaften um 1900. Krise der Moderne und Glaube an die Wissenschaft. Steiner, Stuttgart 1989,  (ISBN 3-515-05338-7).
- mit Wolfgang J. Mommsen (Hrsg.): Intellektuelle im Deutschen Kaiserreich. Fischer, Frankfurt am Main 1993,  (ISBN 3-596-11322-9).
- mit Jürgen Osterhammel (de) und Erich Pelzer (Hrsg.): Universalgeschichte und Nationalgeschichten. Rombach, Freiburg 1994,  (ISBN 3-7930-9120-1).
- Versammlungsort moderner Geister. Der Eugen-Diederichs-Verlag – Aufbruch ins Jahrhundert der Extreme. Hugendubel, München 1996,  (ISBN 3-424-01260-2).
- mit Rüdiger vom Bruch und Friedrich Wilhelm Graf (Hrsg.): Idealismus und Positivismus. Die Grundspannung in Kultur und Kulturwissenschaften um 1900. Steiner, Stuttgart 1997.  (ISBN 3-515-06544-X).
- mit Thomas Hertfelder (de) (Hrsg.): Kritik und Mandat. Intellektuelle in der Politik. DVA, Stuttgart 2000,  (ISBN 3-421-05222-0).
- in Zusammenarbeit mit Johannes Mikuteit (Hrsg.): Ernst Troeltsch: Schriften zur Politik und Kulturphilosophie 1918–1923. (= Ernst Troeltsch – Kritische Gesamtausgabe. Band 15). De Gruyter, Berlin 2002,  (ISBN 3-11-017157-0).
- in Zusammenarbeit mit Andreas Terwey (Hrsg.): Ernst Troeltsch: Fünf Vorträge zu Religion und Geschichtsphilosophie für England und Schottland. Christian Thought. Its History and Application (1923) / Der Historismus und seine Überwindung (1924). (= Ernst Troeltsch – Kritische Gesamtausgabe. Band 17). De Gruyter, Berlin 2006,  (ISBN 3-11-018232-7).
- mit Andrzej Przyłębski (Hrsg.): Europäische Umwertungen. Nietzsches Wirkung in Deutschland, Polen und Frankreich. Lang, Frankfurt am Main 2007,  (ISBN 978-3-631-55968-0).
- mit Andreas Terwey (Hrsg.): Max Weber: Allgemeine Staatslehre und Politik (Staatssoziologie). Nachschriften der Vorlesung Sommersemester 1920. (= Max-Weber-Gesamtausgabe. Band III/7). Mohr Siebeck, Tübingen 2009,  (ISBN 978-3-16-149933-3).
- unter Mitarbeit von Anne Mittelhammer: Europäische Wissenschaftskulturen und politische Ordnungen in der Moderne (1890–1970) (= Schriften des Historischen Kollegs, Kolloquien. Bd. 87). Oldenbourg, München 2014,  (ISBN 978-3-486-71859-1) (Digitalisat).
- mit Martin Schieck (Hrsg.): Frankfurt (Oder) im Ersten Weltkrieg. (= Frankfurter Jahrbuch 2015), Frankfurt (Oder) 2015,  (ISBN 978-3-9814739-3-3).
- mit M. Rainer Lepsius in Zusammenarbeit mit Thomas Gerhards und Sybille Oßwald-Bargende (Hrsg.): Max Weber: Briefe 1903–1905. (= Max-Weber-Gesamtausgabe. Band II/4). Mohr Siebeck, Tübingen 2015,  (ISBN 978-3-16-153428-7).
- in Zusammenarbeit mit Thomas Gerhards und Uta Hinz (Hrsg.): Max Weber: Briefe 1875–1886. (= Max-Weber-Gesamtausgabe. Band II/1). Mohr Siebeck, Tübingen 2017,  (ISBN 978-3-16-154153-7).
- in Zusammenarbeit mit Nikolai Wehrs (de) (Hrsg.): Ernst Troeltsch: Spectator-Briefe und Berliner Briefe 1919–1922. (= Ernst Troeltsch – Kritische Gesamtausgabe. Band 14). De Gruyter, Berlin 2015,  (ISBN 978-3-11-041833-0), Taschenbuchausgabe de Gruyter, Berlin 2018,  (ISBN 978-3-11-059523-9).

Publications en ligne
- Gangolf Hübinger: Max Weber und die Zeitgeschichte, Version: 1.0, in: Docupedia-Zeitgeschichte (de), 4. Dezember 2019.
- Gangolf Hübinger: Die Max Weber-Gesamtausgabe. Potenziale einer Großedition, in: Soziopolis, 15. Juni 2020.
- Gangolf Hübinger: Das Berlin Max Webers. Laudatio zur Berliner Gedenktafel aus Anlass seines hundertsten Todestages, abgerufen am 30. November 2022.
- Gangolf Hübinger und Johannes Bent: Ernst Troeltsch und die Zeitgeschichte, Version: 1.0, in: Docupedia-Zeitgeschichte, 23. August 2022.